# Amereida Travesías 1984 a 1988
Amereida Travesías 1984 a 1988 es un libro de arquitectura que congrega un conjunto de viajes realizados por la Escuela de Arquitectura y Diseño de la Universidad Católica de Valparaíso entre los años 1984 a 1988, denominados como Travesías, escrito de forma colectiva y publicado en 1991. Ha sido editado solo en una oportunidad y se le conoce también con el nombre de Amereida III.